# 蒙圣马丹 (阿登省)
蒙圣马丹（法語：Mont-Saint-Martin，法語發音：[mɔ̃ sɛ̃ maʁtɛ̃] ⓘ）是法国大東部大區阿登省的一个市镇，属于武济耶区。

## 地名
法语人名在日常人名译名以及《世界人名翻譯大辭典》、《法语姓名译名手册》等主流人名译名类书籍资料中多译作“马丁”，不过在《世界地名翻译大辞典》、《世界地名译名词典》和《法国地图册》等主流地名译名类书籍资料中多译作“马丹”。

## 地理
蒙圣马丹（49°20'8"N, 4°38'51"E）面积13.95 平方千米，位于法国大東部大區阿登省，该省份为法国北部内陆省份，西接埃纳省，南至马恩省，东临默兹省，北与比利时接壤。
与蒙圣马丹接壤的市镇（或旧市镇、城区）包括：利里、圣莫雷尔、叙尼、孔特勒沃。
蒙圣马丹的时区为UTC+01:00、UTC+02:00（夏令时）。

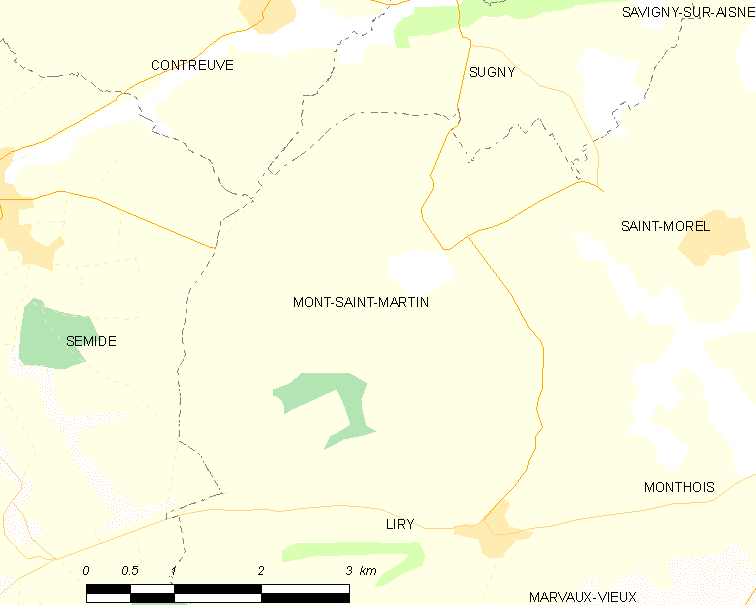
蒙圣马丹的OSM定位图

## 行政
蒙圣马丹的邮政编码为08400，INSEE市镇编码为08308。

## 政治
蒙圣马丹所属的省级选区为阿蒂尼县。

## 人口

1962-2008年间蒙圣马丹人口变化图示

蒙圣马丹于2022年1月1日时的人口数量为88人。